# Communauté de communes Quercy Vert-Aveyron
Die Communauté de communes Quercy Vert-Aveyron ist ein französischer Gemeindeverband mit der Rechtsform einer Communauté de communes im Département Tarn-et-Garonne in der Region Okzitanien. Sie wurde am 9. September 2016 gegründet und umfasst 12 Gemeinden (Stand: 1. Januar 2025). Der Verwaltungssitz befindet sich im Ort Nègrepelisse.

## Historische Entwicklung
Der Gemeindeverband entstand mit Wirkung vom 1. Januar 2017 durch die Fusion der Vorgängerorganisationen
- Communauté de communes Terrasses et Vallée de l’Aveyron und
- Communauté de communes du Quercy Vert.

Mit Wirkung zum 1. Januar 2025 schied die Gemeinde Léojac aus dem Gemeindeverband aus und trat dem Gemeindeverband Grand Montauban bei.

## Mitgliedsgemeinden
| Gemeinde                                   | Einwohner 1. Januar 2022 | Fläche km² | Dichte Einw./km² | Code INSEE | Postleitzahl |
| ------------------------------------------ | ------------------------ | ---------- | ---------------- | ---------- | ------------ |
| Albias                                     | 3.272                    | 21,60      | 151              | 82002      | 82350        |
| Bioule                                     | 1.194                    | 20,44      | 58               | 82018      | 82800        |
| Bruniquel                                  | 639                      | 33,20      | 19               | 82026      | 82800        |
| Génébrières                                | 636                      | 18,45      | 34               | 82066      | 82230        |
| La Salvetat-Belmontet                      | 967                      | 18,63      | 52               | 82176      | 82230        |
| Monclar-de-Quercy                          | 2.039                    | 37,75      | 54               | 82115      | 82230        |
| Montricoux                                 | 1.175                    | 26,44      | 44               | 82132      | 82800        |
| Nègrepelisse                               | 5.839                    | 49,22      | 119              | 82134      | 82800        |
| Puygaillard-de-Quercy                      | 379                      | 17,40      | 22               | 82145      | 82800        |
| Saint-Étienne-de-Tulmont                   | 4.050                    | 21,14      | 192              | 82161      | 82410        |
| Vaïssac                                    | 952                      | 37,21      | 26               | 82184      | 82800        |
| Verlhac-Tescou                             | 565                      | 22,69      | 25               | 82192      | 82230        |
| Communauté de communes Quercy Vert-Aveyron | 21.707                   | 324,17     | 67               | –          | –            |